# Camille Rougeron
Pour les articles homonymes, voir Rougeron.
Camille Rougeron, né le 8 janvier 1893 à Guéret et mort le 19 décembre 1980 à Paris, est un stratège de l'arme aérienne, qui a commencé sa carrière comme ingénieur naval, avant de progressivement devenir journaliste militaire.

## Biographie
Fils d'un directeur d'école, il nait en 1893 à Guéret. Après des études en classes préparatoires au lycée Louis-le-Grand, il intègre l'École polytechnique en 1911, à 18 ans, et choisit l'Ecole d'application du génie maritime à la veille du déclenchement de la Première Guerre mondiale, conflit durant lequel il est nommé officier de la Légion d'honneur et est décoré de la Croix de guerre 1914-1918. 
Ingénieur de 1re classe en 1919, il sert à l'arsenal de Brest puis à la Commission d'études pratiques de l'artillerie navale (CEPAN) à Toulon de 1923 à 1925. En 1925, il est chargé à Lorient de la construction des croiseurs La Motte-Picquet et Tourville. Promu ingénieur en chef de 2e classe en 1929, il est de nouveau envoyé à Brest pour suivre la construction des croiseurs de 10 000 tonnes, de plusieurs sous-marins de 1 500 tonnes, ainsi que du cuirassé Dunkerque. Le Dunkerque est l'occasion pour lui de mettre en application ses thèses autour de navires plus rapides mais nécessairement plus légers.
Dès les années 1930, il prend conscience de la menace aérienne à l'encontre des flottes au mouillage et publie une série d'articles dans différentes revues militaires, des revues civiles spécialisées et dans l'Illustration afin d'alerter l'opinion, ce qui lui vaut un blâme du ministre de la Marine. Les attaques de Tarente et de Pearl Harbor, respectivement en 1940 et 1941, confirmeront toutefois la justesse de ses analyses.
Étudiant en parallèle l'aéronautique, il est détaché au ministère de l'Air en tant que directeur du Service technique et des recherches scientifiques, poste qu'il occupe de 1936 à 1938. Il s'oppose alors aux théories du général Douhet qui prônait l'invulnérabilité et la toute-puissance du croiseur aérien de bombardement et conçut la formule du chasseur bombardier monoplace, maniable et rapide, capable de voler en hautes altitudes, modèle qui connaîtra un immense succès durant la Seconde Guerre mondiale aussi bien en Allemagne qu'en Angleterre et aux États-Unis. Malheureusement, en France, il n'est pas entendu par les hommes politiques et les militaires.
En 1938, il demande sa mise à la retraite anticipée et devient ingénieur-conseil chez Brandt, tout en poursuivant sa carrière de critique militaire à l'Illustration. Après la défaite de 1940, il détruit ses papiers pour éviter que les Allemands ne mettent la main dessus et rejoint l'Algérie.
Dans les années 1960, il s'intéresse aux armes nucléaires et y consacre 3 ouvrages, parus entre 1956 et 1962.
Il vécu à Paris, boulevard Suchet et meurt le 19 décembre 1980 en son domicile dans le 16e arrondissement de Paris.

## Pensée stratégique
A l'instar de De Gaulle, il souligne la part croissante du fait technique dans l'évolution de l'art de la guerre.
Auteur iconoclaste, il prend, dès 1927, le contre-pied des théories officielles et s'attache à démonter la supériorité d'un croiseur de bataille rapide - à l'instar du Dunkerque dont il aura la charge de la construction quelques années plus tard -, au détriment de l'emploi de cuirassés lourds et lents.
Progressivement sa pensée stratégique se structure autour de deux principes :
- « saturation-adaptation » : toute tactique atteint rapidement son niveau de saturation face à l'adaptation d'un ennemi. L'outil militaire doit être adaptable, capable de changer rapidement ses modes d'action et doté d'un armement polyvalent mais aussi évolutif. Ce principe était en opposition avec le développement d'armements lourds et coûteux.
- la victoire s'obtient par le rendement optimal des armes et de la tactique. Principe reposant sur une vision économique de la guerre, il indique que « dans un conflit, le but est d'appauvrir l'adversaire jusqu'à ce qu'il s'essouffle et se rende ». Avant même les conflits asymétriques, il met en exergue qu'une force plus faible, par la guérilla par exemple, pourrait imposer à son adversaire un mode de combat coûteux, le conduisant à l'échec. Face à une telle situation, il prône le développement d'une réflexion sur des techniques et des tactiques pour surprendre le camp adverse ou préparer l'engagement des forces en tant contraint. Il propose notamment la « manœuvre sur réseau de places » rappelant le rideau des forteresses de Vauban enrichie par la plus-value aérienne.

## Œuvres
Ingénieur-conseil chez Brandt (1938), conseiller technique au ministère de la Guerre (1945-1946), on lui doit de très nombreux articles (près de 2 000 publiés entre 1927 et 1979) ainsi que quelques ouvrages :
- L'aviation de bombardement, 1936
- Les enseignements aériens de la guerre d'Espagne, 1939
- La prochaine guerre, 1948
- Les enseignements de la guerre de Corée, 1952
- Les applications de l'explosion thermonucléaire, 1958
- Le pétrole thermonucléaire, 1959
- La guerre nucléaire, armes et parades, 1962
- L'homme, l'air et l'espace, 1965

De 1940 à 1970, il collabore au journal Science et Vie sur les sujets de défense et d'armement.